# 阿斯卡 (喬治亞州)
阿斯卡（英語：Aska）是位於美國喬治亞州范寧縣的一個非建制地區。該地的面積和人口皆未知。

## 地理
阿斯卡的座標為34°46′04″N 84°15′44″W / 34.76778°N 84.26222°W，而該地的平均海拔高度為579米（即1900英尺）。